# سلافونسكي برود
سلافونسكي برود هي مدينة في كرواتيا، يبلغ عدد سكانها 59507 نسمة في عام 2011. كانت تعروف باسم مدينة مارسونيا في أيام الإمبراطورية الرومانية، وعرفت باسم برود نا سافي للفترة 1244-1934. وهي السادسة في تسلسل أكبر مدن كرواتيا، بعد زغرب وسبليت ورييكا وزادار وأوسييك. وتقع في منطقة سلافونيا، في وسط مقاطعة برود-بوسافينا، وفيها ميناء نهري على نهر سافا. تبعد مسافة 197 كيلومترا إلى الجنوب الشرقي من زغرب وعلى ارتفاع 96 متراً. على الرغم من أن «برود» تعني «السفينة» في الكرواتية الحديثة، لكن المعنى القديم لاسم المدينة هو مخاضة المياه.
في عام 2009، حصلت المدينة على جائزة «أجمل مدينة في كرواتيا»، وهي الجائزة تمنح سنوياً من قبل المجلس الوطني للسياحة الكرواتية. عبر نهر سافا تقع مدينة برود البوسنة والهرسك، التي تعرف أيضا باسم (بوزانسكي برود).

## المناخ
يظهر الجدول التالي التغييرات المناخية على مدار السنة لسلافونسكي برود:
| البيانات المناخية لـسلافونسكي برود                       | البيانات المناخية لـسلافونسكي برود | البيانات المناخية لـسلافونسكي برود | البيانات المناخية لـسلافونسكي برود | البيانات المناخية لـسلافونسكي برود | البيانات المناخية لـسلافونسكي برود | البيانات المناخية لـسلافونسكي برود | البيانات المناخية لـسلافونسكي برود | البيانات المناخية لـسلافونسكي برود | البيانات المناخية لـسلافونسكي برود | البيانات المناخية لـسلافونسكي برود | البيانات المناخية لـسلافونسكي برود | البيانات المناخية لـسلافونسكي برود | البيانات المناخية لـسلافونسكي برود |
| الشهر                                                    | يناير                              | فبراير                             | مارس                               | أبريل                              | مايو                               | يونيو                              | يوليو                              | أغسطس                              | سبتمبر                             | أكتوبر                             | نوفمبر                             | ديسمبر                             | المعدل السنوي                      |
| -------------------------------------------------------- | ---------------------------------- | ---------------------------------- | ---------------------------------- | ---------------------------------- | ---------------------------------- | ---------------------------------- | ---------------------------------- | ---------------------------------- | ---------------------------------- | ---------------------------------- | ---------------------------------- | ---------------------------------- | ---------------------------------- |
| الدرجة القصوى °م (°ف)                                    | 19.4 (66.9)                        | 24.1 (75.4)                        | 27.4 (81.3)                        | 31.4 (88.5)                        | 35.2 (95.4)                        | 37.0 (98.6)                        | 39.5 (103.1)                       | 40.5 (104.9)                       | 36.5 (97.7)                        | 30.2 (86.4)                        | 26.4 (79.5)                        | 23.0 (73.4)                        | 40.5 (104.9)                       |
| متوسط درجة الحرارة الكبرى °م (°ف)                        | 3.5 (38.3)                         | 6.9 (44.4)                         | 12.5 (54.5)                        | 17.1 (62.8)                        | 22.2 (72.0)                        | 25.2 (77.4)                        | 27.4 (81.3)                        | 27.2 (81.0)                        | 23.1 (73.6)                        | 17.0 (62.6)                        | 9.5 (49.1)                         | 4.8 (40.6)                         | 16.4 (61.5)                        |
| المتوسط اليومي °م (°ف)                                   | −0.2 (31.6)                        | 1.9 (35.4)                         | 6.5 (43.7)                         | 11.0 (51.8)                        | 16.1 (61.0)                        | 19.3 (66.7)                        | 21.0 (69.8)                        | 20.4 (68.7)                        | 16.1 (61.0)                        | 10.6 (51.1)                        | 5.0 (41.0)                         | 1.1 (34.0)                         | 10.7 (51.3)                        |
| متوسط درجة الحرارة الصغرى °م (°ف)                        | −3.8 (25.2)                        | −2.6 (27.3)                        | 0.9 (33.6)                         | 4.9 (40.8)                         | 9.4 (48.9)                         | 12.7 (54.9)                        | 14.0 (57.2)                        | 13.7 (56.7)                        | 9.9 (49.8)                         | 5.4 (41.7)                         | 1.0 (33.8)                         | −2.4 (27.7)                        | 5.2 (41.4)                         |
| أدنى درجة حرارة °م (°ف)                                  | −27.8 (−18.0)                      | −25.5 (−13.9)                      | −14.6 (5.7)                        | −8.4 (16.9)                        | −1.7 (28.9)                        | 1.7 (35.1)                         | 6.0 (42.8)                         | 4.7 (40.5)                         | −3.1 (26.4)                        | −7.4 (18.7)                        | −13.7 (7.3)                        | −22 (−8)                           | −27.8 (−18.0)                      |
| الهطول مم (إنش)                                          | 47.3 (1.86)                        | 38.5 (1.52)                        | 45.8 (1.80)                        | 55.9 (2.20)                        | 69.4 (2.73)                        | 82.4 (3.24)                        | 87.8 (3.46)                        | 67.9 (2.67)                        | 62.9 (2.48)                        | 68.3 (2.69)                        | 68.4 (2.69)                        | 53.4 (2.10)                        | 748.1 (29.45)                      |
| متوسط أيام هطول الأمطار (≥ 0.1 mm)                       | 12.0                               | 11.1                               | 12.1                               | 13.4                               | 12.5                               | 13.8                               | 10.4                               | 10.1                               | 9.7                                | 11.0                               | 12.4                               | 13.7                               | 142.2                              |
| متوسط الأيام المثلجة (≥ 1.0 cm)                          | 11.2                               | 7.3                                | 1.8                                | 0.2                                | 0.0                                | 0.0                                | 0.0                                | 0.0                                | 0.0                                | 0.0                                | 2.7                                | 7.4                                | 30.6                               |
| متوسط الرطوبة النسبية (%)                                | 87.1                               | 80.9                               | 73.1                               | 72.0                               | 73.6                               | 74.7                               | 73.7                               | 75.6                               | 79.6                               | 82.4                               | 86.3                               | 88.6                               | 79.0                               |
| ساعات سطوع الشمس الشهرية                                 | 55.8                               | 90.4                               | 142.6                              | 174.0                              | 223.2                              | 237.0                              | 269.7                              | 254.2                              | 189.0                              | 130.2                              | 66.0                               | 49.6                               | 1٬881٫7                            |
| المصدر: Croatian Meteorological and Hydrological Service |                                    |                                    |                                    |                                    |                                    |                                    |                                    |                                    |                                    |                                    |                                    |                                    |                                    |

## توأمة
لسلافونسكي برود اتفاقيات توأمة مع:
- تسليه

## أعلام
- فينيو لوسرت
- ماريو فرانشيتش
- ماريو ماندجوكيتش
- فيجيكوسلاف شكرينار
- جوسيب ويبر
- غوران روبن